# Haroldas Čyvas
Haroldas Čyvas (* 4. September 1972 in Šiauliai) ist ein litauischer Volleyball- und Beachvolleyballspieler.

## Karriere
Haroldas Čyvas spielt seit 1981 Volleyball. In der Halle war er zunächst in Buenos Aires aktiv. Anschließend kehrte er nach Europa zurück. In der Spielzeit 1998/99 wurde der Litauer mit Donaukraft Wien Österreichischer Meister und Pokalsieger.  Ein Jahr später wechselte er in die Deutschen Bundesliga. Hier spielte er zunächst für den Moerser SC und ab 2000 für SV Bayer Wuppertal, mit dem er 2002 Deutscher Vizemeister wurde. Danach wechselte er zum VV Leipzig und von 2006 bis 2011 spielte er als Diagonalangreifer für Chemie Volley Mitteldeutschland. Im Anschluss daran trainierte er zunächst die Frauen II des CVM in der Landesklasse Süd und in der Spielzeit 2012/13 die erste Frauenmannschaft des Vereins in der Landesliga Süd. In der gleichen Saison unterstützte er die zweite Männermannschaft der Piraten als Spieler. Für die Nationalmannschaft Litauens war Haroldas Čyvas 28 mal aktiv.
Parallel zum Hallenvolleyball spielte Čyvas auch viele Jahre Beachvolleyball. Von 1997 bis 2005 trat er auf internationalen Turnieren an. Seine erfolgreichste Zeit hatte er mit Marius Vasiliauskas, mit dem er dreimal auf Europameisterschaften (2003, 2004 und 2005) spielte. Beste Platzierung war dabei der neunte Rang in Alanya 2003.
Auch auf deutschen Turnieren spielte Čyvas bis 2008 mit verschiedenen Partnern.

## Privates
Haroldas' Bruder Henrikas spielte bis 2001 ebenfalls auf internationalen Beachvolleyball-Turnieren.